# Карроллтон (Огайо)
Карроллтон (англ. Carrollton) — селище (англ. village) в США, в окрузі Керролл штату Огайо. Населення — 3087 осіб (2020).

## Географія
Карроллтон розташований за координатами 40°34′49″ пн. ш. 81°5′24″ зх. д. / 40.58028° пн. ш. 81.09000° зх. д. (40.580323, -81.090087).  За даними Бюро перепису населення США в 2010 році селище мало площу 6,34 км², уся площа — суходіл.

## Демографія
Згідно з переписом 2010 року, у селищі мешкала 3241 особа в 1347 домогосподарствах у складі 829 родин. Густота населення становила 511 особа/км².  Було 1502 помешкання (237/км²).
Расовий склад населення:
| - 98,2 % — білих - 0,4 % — чорних або афроамериканців - 0,4 % — азіатів |

До двох чи більше рас належало 0,9 %. Частка іспаномовних становила 0,9 % від усіх жителів.
За віковим діапазоном населення розподілялося таким чином: 22,3 % — особи молодші 18 років, 55,5 % — особи у віці 18—64 років, 22,2 % — особи у віці 65 років та старші. Медіана віку мешканця становила 42,2 року. На 100 осіб жіночої статі у селищі припадало 79,2 чоловіків;  на 100 жінок у віці від 18 років та старших — 75,3 чоловіків також старших 18 років.
Середній дохід на одне домашнє господарство  становив 51 405 доларів США (медіана — 37 151), а середній дохід на одну сім'ю — 68 505 доларів (медіана — 65 278). За межею бідності перебувало 13,6 % осіб, у тому числі 22,1 % дітей у віці до 18 років та 12,2 % осіб у віці 65 років та старших.
Цивільне працевлаштоване населення становило 1485 осіб. Основні галузі зайнятості: освіта, охорона здоров'я та соціальна допомога — 24,2 %, виробництво — 17,1 %, роздрібна торгівля — 11,3 %, публічна адміністрація — 8,5 %.